# Cécile La Grenade
Dame Cécile Ellen Fleurette La Grenade, GCMG OBE Saint George (Granada), (30 de dezembro de 1952) é a atual Governadora-Geral de Granada, desde 7 de maio de 2013.

## Biografia
La Grenade é a terceira de cinco filhas nascidas de Allan A. La Grenade MBE, um funcionário público, e Sibyl Sylvester-La Grenade, uma enfermeira. Sua avó materna, Mary Louise "Eva" Ollivierre-Sylvester, foi a primeira mulher nas Ilhas Windward britânicas a servir no conselho legislativo de seu país, depois de ser eleita em 1952, menos de um ano após a instituição do sufrágio universal.

La Grenade é um cientista de alimentos formada nos Estados Unidos. Ela possui é bacharel em química pela Universidade das Índias Ocidentais, além de Mestre e Doutora em ciência dos alimentos pela Universidade de Maryland, em College Park. Sua nomeação como Governadora Geral foi anunciada na mesma semana da morte da primeira governadora de Granada, Dame Hilda Bynoe. Bynoe era a afilhada do avô materno de La Grenade, Dr. Cyril I. São Bernardo Sylvester, um educador e funcionário público.